# حسنين محمد مخلوف
الشيخ  حسنين محمد مخلوف (16 رمضان 1307 هـ / 6 مايو 1890م- 19 رمضان 1410 هـ / 15 أبريل 1990م)، واحد من كبار علماء الأزهر، نزح إلى القاهرة من بلدته بني عدي بصعيد مصر مركز منفلوط بمحافظة أسيوط. التحق بالأزهر، يحدوه الأمل في أن ينال ما ناله أبناء بلدته الذين تعلموا بالأزهر، وتخرجوا فيه حاملين لواء إرشاد الناس وتوجيههم، مثل الشيخ: علي بن أحمد العدوي الذي جاور بالأزهر، وتفقه على مذهب المالكية، وجلس للتدريس بالأزهر، وكان قوي الشكيمة، يصدع بالحق، ويأمر بالمعروف وينهى عن المنكر، ويُذكر عنه أنه أول من ألّف الحواشي على شروح كتب الفقه المالكي. نبغ أيضًا من أبناء هذه البلدة الكريمة: أبو البركات الدردير العالم الزاهد والفقيه النابه، وصاحب المؤلفات العظيمة في الفقه والتوحيد والتصوف، والعالم اللغوي محمد قطة العدوي الذي قام بجهد مشكور في إخراج أمهات كتب التراث التي كانت تطبعها مطبعة بولاق.
في الأزهر سمت به همته إلى طلب العلم ومصاحبة العلماء وثابر على القراءة والتحصيل حتى استوى عالمًا يشار إليه، ومصلحًا يُعهد إليه بجلائل الأعمال، فتولى إنشاء المكتبة الأزهرية، وجمع لها الكتب المبعثرة في المساجد، وصنفها وفهرسها، وكان أول مفتش للعلوم بالأزهر والمعاهد الدينية، وأصغر الأعضاء في المجلس الأعلى للأزهر الذي يشرف على أعمال الأزهر ويتولى توجيهه ووضع سياساته، واختير وكيلاً للجامع الأزهر.

## مولده ونشأته
ولد في حي باب الفتوح بالقاهرة في 16 رمضان 1307 هـ 6 مايو 1890م، وتعهده أبوه بالتربية والتعليم، فما إن بلغ السادسة حتى دفع به إلى من يحفّظه القرآن الكريم، وأتمه وهو في العاشرة على يد الشيخ محمد علي خلف الحسيني شيخ المقارئ المصرية، وهيأه أبوه للالتحاق بالأزهر فحفّظه متون التجويد والقراءات والنحو، ثم التحق بالأزهر وهو في الحادية عشرة من عمره، وتلقى العلم على كبار شيوخ الأزهر، من أمثال الشيخ عبد الله دراز، ويوسف الدجوي، ومحمد بخيت المطيعي، وعلي إدريس، والبيجرمي، فضلاً عن والده الشيخ محمد حسنين مخلوف. لما فتحت مدرسة القضاء الشرعي أبوابها لطلاب الأزهر، تقدم للالتحاق بها، وكانت تصطفي النابغين من المتقدمين بعد امتحان عسير لا يجتازه إلا الأكفاء المتقنون.
تخرج بعد أربع سنوات حائزًا على عالمية مدرسة القضاء سنة 1332 هـ / 1914م، وبعد أن خاض امتحانًا قاسيًا أمام لجنة كان من بينها الشيخ سليم البشري شيخ الجامع الأزهر، والشيخ بكري الصفدي مفتي الديار المصرية. كان الاختبار الشفوي النهائي يحضره شيخ الأزهر مع أربعة من كبار العلماء، وقد يمتد إلى ست ساعات للطالب الواحد، وقد تُرفع الجلسة بعد عناء لتستكمل عملها في الغد، ومن ثم كان لا يجتاز هذا الاختبار إلا الأذكياء من الطلبة القادرين على إقناع هذه اللجنة العظيمة بسعة تحصيلهم وغزارة علمهم في فنون مختلفة من العلم.
كان السكرتير الشخصي للرئيس أنور السادات فوزي عبد الحافظ متزوجاً من السيدة كوثر مخلوف أخت الشيخ حسنين مخلوف، وفي ذات الوقت يعد والد الشيخ مخلوف خال السيد فوزي عبد الحافظ، كما أن السيدة كوثر مخلوف تعتبر خالة الدكتور كمال أبو المجد.

## التحاقه بالأزهر
التحق بالأزهر طالباً وهو في الحادية عشرة من عمره، وتلقى دروسه في مختلف العلوم على كبار الشيوخ، وكان منهم والده الشيخ محمد حسنين مخلوف العدوي ومحمد الطوخي ويوسف الدجوي ومحمد بخيت المطيعي وغيرهم، ثم حصل على شهادة العالمية بتفوق في يونيه سنة 1914م ولم يجاوز الرابعة والعشرين من عمره.

## مناصبه
بعد تخرجه أخذ يلقي دروسه في الأزهر متبرعاً إلى أن عُين قاضياً بالمحاكم الشرعية سنة 1916م، ثم انتدب للتدريس في قسم التخصص بمدرسة القضاء الشرعي لمدة ثلاث سنوات، ثم عُين نائباً للمحكمة العليا الشرعية، وعُين عضواً بجماعة كبار العلماء بالأزهر سنة 1948م.

## توليه الإفتاء
عمل مفتياً للديار المصرية في الفترة من 3 ربيع الأول سنة 1365 هـ الموافق 5 يناير سنة 1946م وحتى 20 رجب سنة 1369 هـ الموافق 7 مايو سنة 1950م، ومنذ انتهت خدمته القانونية لم يركن إلى الدعة والراحة، بل أخذ يلقي دروسه بالمشهد الحسيني يوميا، ويصدر الفتاوي والبحوث المهمة، إلى أن أعيد مفتياً للديار مرة ثانية في مارس سنة 1952م وحتى ديسمبر سنة 1954م

## رئاسة لجنة الفتوى بالأزهر
بعد خروجه من منصب الإفتاء عمل رئيساً للجنة الفتوى بالأزهر الشريف مدة طويلة.

## مؤلفاته
شغلت الشيخ أعماله في القضاء والدرس عن التأليف والتصنيف، واستهلكت فتاواه حياته، وهي ثروة فقهية ضخمة أحلته مكانة فقهية رفيعة، وقد جُمعت فتاواه التي أصدرها في أثناء توليه منصب الإفتاء، وما نشر في الصحف السيارة في مجلدين كبيرين. غير أن للشيخ كتبًا وهي على وجازتها نافعة جدًا، لأنه وضعها حلاً لقضية أو بيانًا لمشكلة اجتماعية، فهي كتب عملية تأخذ بيد الناس وتبين لهم مبادئ دينهم في سماحة ويسر.
فحين رأى كثرة السائلين في أثناء دروسه عن بعض معاني الآيات القرآنية، وجد من اللازم أن يخص كتاب الله عز وجل بمؤلفين، أحدهما يختص ببيان معاني الكلمات القرآنية، وأطلق عليه «كلمات القرآن تفسير وبيان» وقد رزق الكتاب حظوة بالغة وتعددت طباعته، أما الآخر فهو أكثر اتساعًا وبيانًا لمعاني القرآن، وسمّاه «صفوة البيان لمعاني القرآن».
ولما رأى احتفاء الناس بذكرى الأربعين لوفاة الميت، كتب رسالة أوضح فيها أن هذا العمل بدعة مذمومة، لا أصل لها في الدين، وقد نُشرت هذه الرسالة بعنوان: «حكم الشريعة في مأتم ليلة الأربعين» تضمن ما يجب عمله شرعًا من أجل الموتى. وهكذا جاءت معظم مؤلفاته التي وضعها خدمة للدين، وتبصيرًا للناس به، وإحياء للسنة، ومحاربة للبدع التي انتشرت في أوساط المسلمين. ويحسن أن تستعرض أسماء بعض هذه المؤلفات، فمنها:
- أسماء الله الحسنى والآيات القرآنية الواردة فيها.
- أضواء من القرآن الكريم في فضل الطاعات وثمراتها وخطر المعاصي وعقوباتها.
- آداب تلاوة القرآن وسماعه.
- المواريث في الشريعة الإسلامية.
- شرح البيقونية في مصطلح الحديث.

وللشيخ جهود في تحقيق بعض الكتب، مثل:
- الحديقة الأنيقة في شرح العروة الوثقى في علم الشريعة والطريقة والحقيقة لمحمد بن عمر الحريري.
- شرح الشفا في شمائل صاحب الاصطفاء للملا علي القاري.
- هداية الراغب بشرح عمدة الطالب لعثمان بن أحمد النجدي.

## تكريم الشيخ
كان الشيخ محل تقدير واحترام لسعة علمه وشدته في الحق، وعلى الرغم مما ألمّ به في مصر من بعض التضييق، فإن الدولة قبل الثورة وبعدها نظرت إليه بعين التقدير لجلائل أعماله في الدعوة والقضاء والإفتاء، فمُنح كسوة التشريفة العلمية مرتين: الأولى وهو رئيس لمحكمة طنطا، والأخرى وهو في منصب الإفتاء، كما نال جائزة الدولة التقديرية في العلوم الاجتماعية سنة 1402 هـ / 1982م، ووسام العلوم والفنون من الطبقة الأولى، وامتد تكريمه إلى خارج البلاد، فنال جائزة الملك فيصل العالمية لخدمة الإسلام سنة (1403هـ = 1983م.

## وفاة الشيخ
طالت الحياة بالشيخ حتى تجاوز المائة عام، قضاها في خدمة دينه داخل مصر وخارجها، حيث امتدت رحلاته إلى كثير من البلاد العربية ليؤدي رسالة العلم، ويلقي دروسه، أو يفتي في مسائل دقيقة تُعرض عليه، أو يناقش بعض الأطروحات العلمية في الجامعات، وظل على هذا النحو حتى لقي ربه في 19 رمضان 1410 هـ = 15 إبريل 1990م.

## وصلات خارجية
- الشيخ حسنين مخلوف.. مسيرة من العلم - المصري اليوم
- مكتبة الشيخ حسنين مخلوف مفتي الديار الأسبق بأسيوط محط أنظار طلاب العلوم - اليوم السابع